# 한동준
한동준(1964년 5월 9일 ~ )은 대한민국의 포크 록 싱어송라이터이다.

## 앨범
- 1집 《그대가 이 세상에 있는 것만으로》(1991년)
- 2집 《너를 사랑해》(1993년)
- 3집 《사랑의 서약》(1995년)
- 4집 《한동준》(2003년)

## 방송
- 《밤의 창가에서》(BBS)
- 《두시의 데이트》(MBC FM)
- 《뮤직파워》(SBS 파워FM)
- 《마이웨이》(TBS)
- 《FM POPS》(CBS 음악FM)